# Elefantenapotheke (Memmingen)

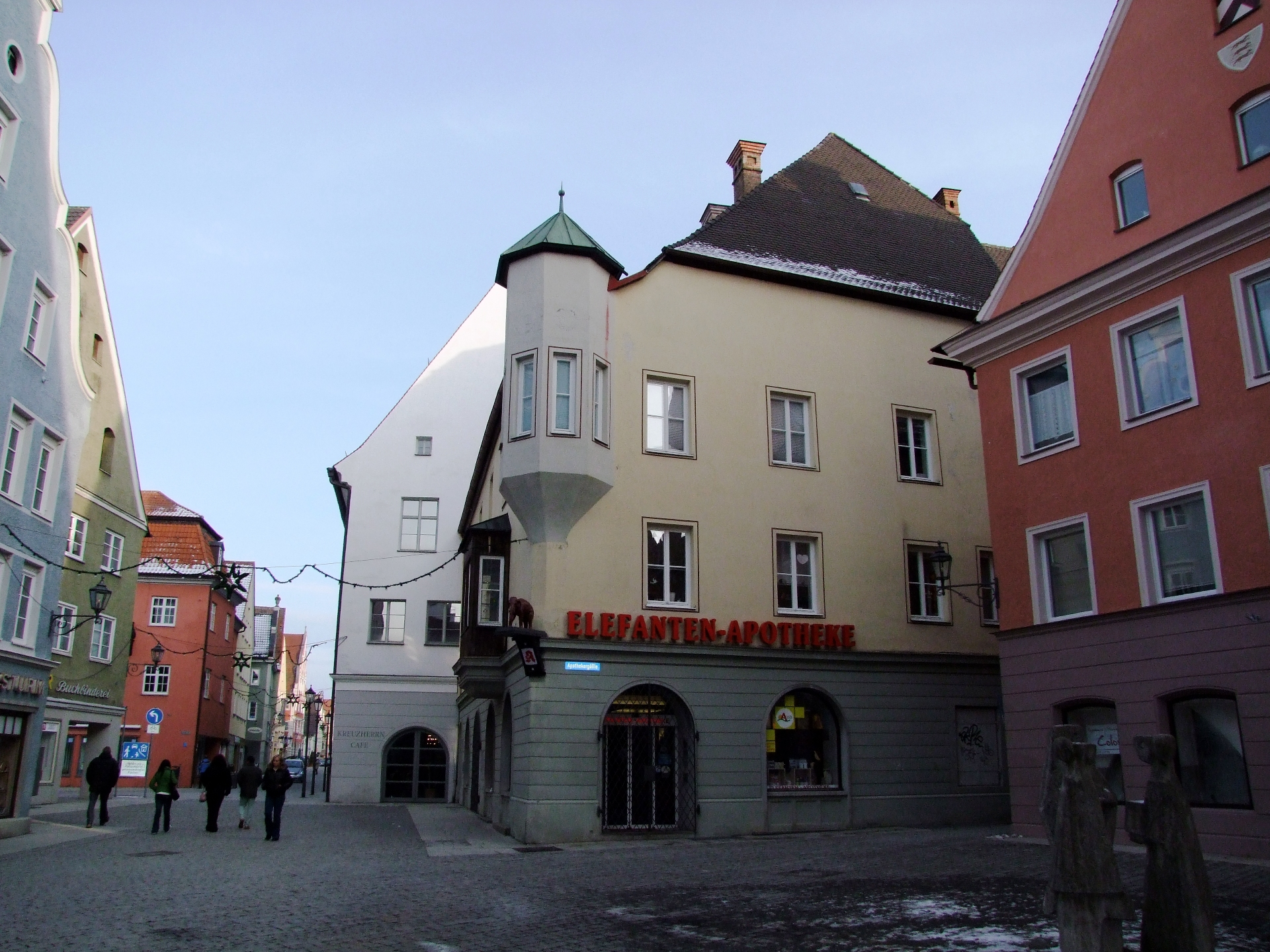
Die Westfassade der Elefantenapotheke

Die Elefantenapotheke ist ein unter Denkmalschutz stehendes Haus in der oberschwäbischen Stadt Memmingen in Bayern. In den Räumen des Gebäudes aus dem 12. Jahrhundert, das wohl früher die Curia beherbergte, befindet sich seit 1845 die Apotheke.

## Lage

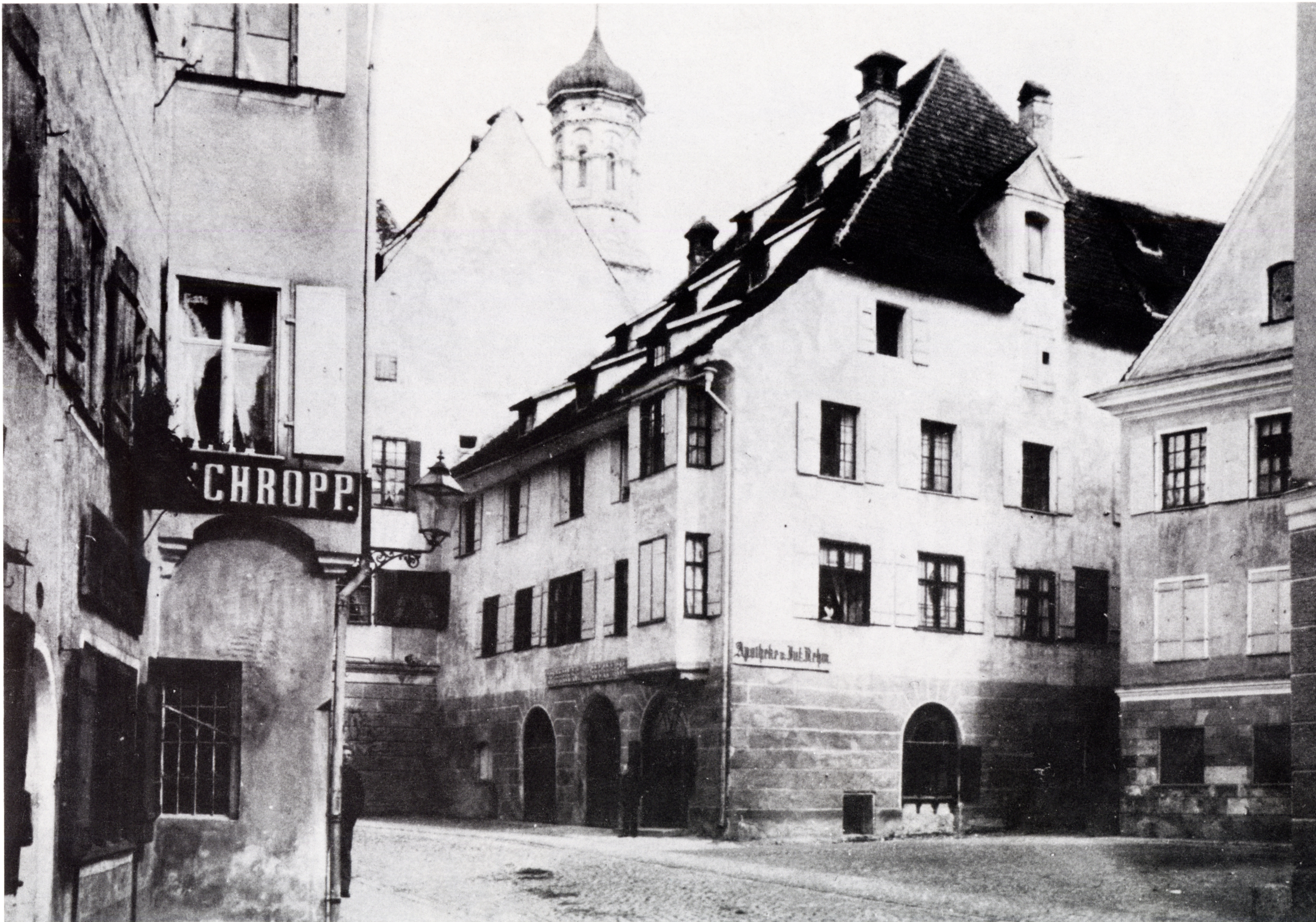
Zustand vor 1894

Das Haus steht am östlichen Ausgang der Welfenstadt und bildet den östlichen Abschluss des Krautmarktes. Das ehemalige Kreuzherrenkloster schließt sich im Osten an, wo in südlicher Richtung zwischen der Apotheke und dem benachbarten Fugger-Booser-Haus das Apothekengässle verläuft.

## Baubeschreibung
Die Elefantenapotheke ist ein dreigeschossiges Eckhaus mit Walmdach, das aus sieben zu vier Achsen besteht. Das Kellergeschoss mit etwa zwei Meter dicken Wänden ist vermutlich der Rest der dort im 12. Jahrhundert verlaufenden Stadtmauer. Das Erdgeschoss ist durch Rundbogenfenster und -türen gegliedert. Zwei dieser Türen an der Westseite und der Nordseite führen zu den Verkaufsräumen der Apotheke. Der Hauseingang liegt am östlichen Ende der Nordfassade. In den oberen Etagen befinden sich kleine rechteckige Sprossenfenster. Ein achteckiger Erker ziert die nordwestliche Hausecke. Er besitzt in Höhe des zweiten Stockwerkes an den sechs Seiten je ein hohes schmales Fenster. Das ebenfalls achteckige Zeltdach, aus dem ein Stab mit einer Kugel ragt, besteht aus Kupfer. Im Osten des Gebäudes liegt ein ummauertes Gartengrundstück.

## Geschichte

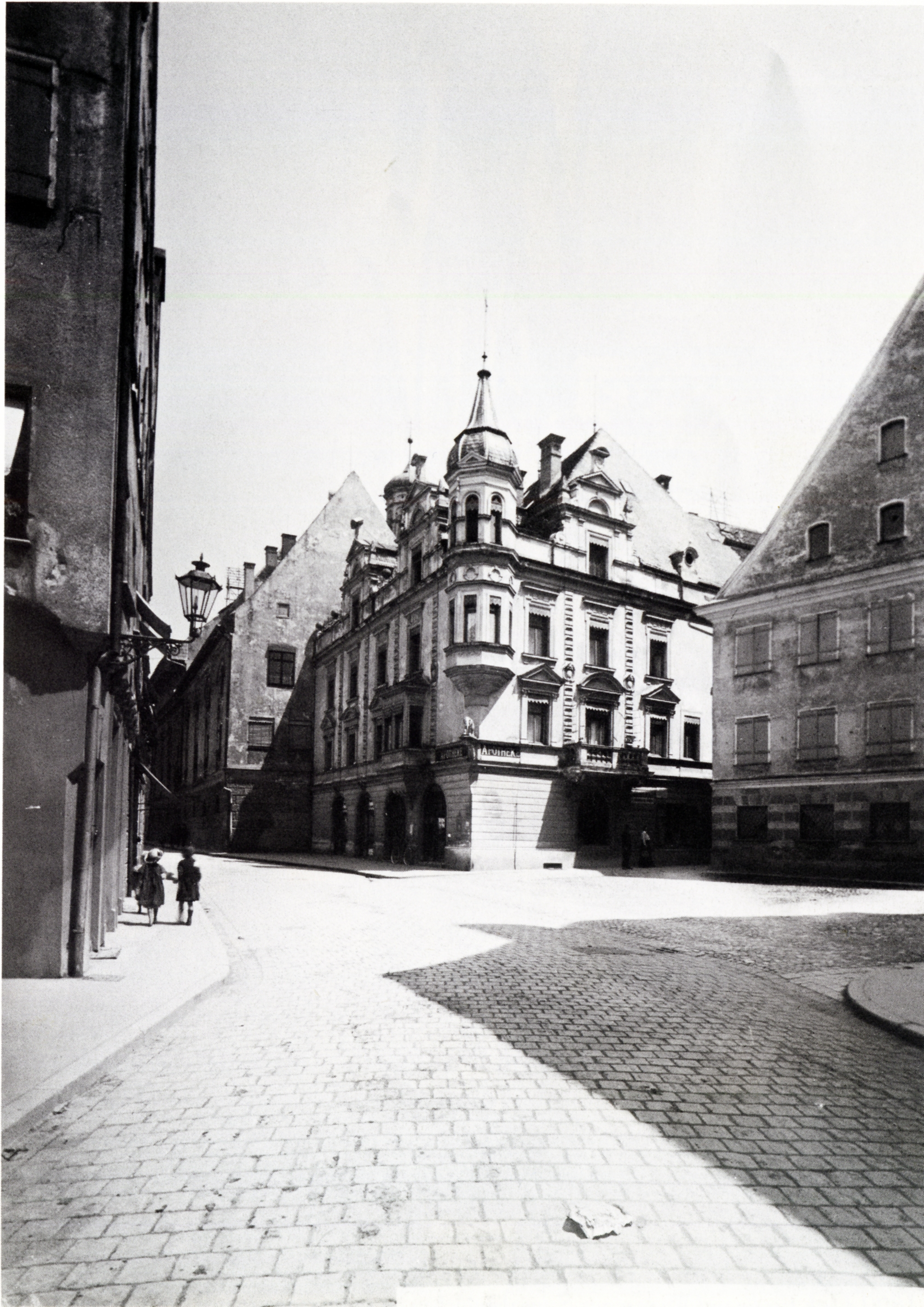
Das modernisierte Gebäude nach 1894

Das Haus wurde im 12. Jahrhundert erbaut. Damals lag es noch innerhalb der alten Welfenstadt an der Stadtmauer. Teile des Kellergeschosses und der Gartenmauer stammen noch aus dieser Zeit. Das Haus war Sitz des Ammanns und könnte ein Vorläufer des Rathauses gewesen sein. 1299 wohnte der Ministeriale und Ammann Konrad Motz in dem Anwesen, in dem auch Urkunden von den Hohen Herren wie Äbten und Ministerialen unterzeichnet wurden, so dass man davon ausgehen kann, dass dort repräsentative Räume vorhanden waren. Urkundlich erwähnt wurde das Haus erstmals 1394, als es die Ulmer Familie Fainagg besaß.
Große Teile des Hauses stammen noch aus dem 16. Jahrhundert. Im ersten Obergeschoss ist ein Zimmer mit um 1560 entstandener Wandvertäfelung und einem Kamin erhalten geblieben. Der Memminger Patrizier David Wachter erwarb 1716 das Haus, das bis 1845 im Familienbesitz blieb. Der Investor Tobias Eberhart und der Pharmazeut Franz Appinger stellten 1826 einen Antrag an den Rat der Stadt, in dem Haus Nummer 190 eine Apotheke zu gründen. Der Antrag wurde abgelehnt. Auch der elf Jahre später gestellte Antrag von Apotheker F. Mayr und der von Apotheker Julius Rehm im Jahre 1842 erhielten keine Zustimmung. Rehm ließ sich aber nicht entmutigen und stellte 1845 einen weiteren Antrag, den der Stadtrat genehmigte. Der Apotheker kaufte das Haus der Familie Wachter und richtete dort die Elefanten-Apotheke ein. Seine Söhne führten die Apotheke nach seinem Tod bis 1893 weiter und verkauften sie dann an den Apotheker Frickhinger. Dieser ließ 1894 die mittelalterliche Fassade im Stil des Historismus mit Einschlägen des Neoklassizismus umgestalten. Die Memminger Zeitung schrieb 1894: „… im edelsten Renaissance Stil, mit Thurm und Erker …“. Dabei wurde fast die gesamte Außenwand ab dem ersten Stock abgebrochen, lediglich Keller- und Erdgeschoss und das Dach blieben erhalten. Auch der Erker in der westlichen Ecke der Nordfassade wurde abgetragen. Das Walmdach erhielt mehrere Dachgauben. Die Fenster des ersten Stocks wurden mit Segment- und Dreiecksgiebeln versehen. Die Westfassade erhielt im ersten Stock einen Balkon, die Nordwestecke einen neuen Erker. Apotheker Frickhinger verkaufte das Haus mit der Apothekenkonzession 1899 an Karl zum Tobel. Drei Jahre später ging der Besitz an Fritz Rauch, dessen Erben noch Eigentümer des Hauses sind. 1916 starb Dr. Rauch, der Volks-Heilmittel herstellte und sie in Süddeutschland vertrieb. Von 1916 bis 1918 führten verschiedene Apotheker die Apotheke kommissarisch. Apotheker Karl Fischer erhielt 1919 die Konzession, starb allerdings noch im selben Jahr. Sein Mitarbeiter, Apotheker Heinz Wagner, führte die Apotheke bis 1931 weiter, pachtete sie dann und betrieb sie bis zum Beginn des Zweiten Weltkriegs. Die Witwe des Apothekers Fischers verpachtete 1939 die Apotheke an Otto Widenmayer. Dieser ließ 1950 Umbauten am Haus durchführen. Er erweiterte die Verkaufsräume auf das Doppelte, ließ die Eingangstüre versetzen und an der Westseite zwei neue Rundbogendurchbrüche für Schaufenster schaffen. Die Modernisierung von 1894, die schon 1929 als „wenig vorteilhaft unter der schlichten Umgebung“ galt, wurde 1962 rückgängig gemacht. Lediglich der Erker blieb in einfacher Form erhalten. Der Heimatpfleger und Stadtrat Walter Braun schrieb: „Wir sind für die radikale Erneuerung sehr Dankbar …“. Der Apotheker Jochen Bohn pachtete 1972 die Apotheke, ließ 1983 die Innenräume erweitern und 1992 weitere Umbauten im Inneren ausführen. Sein Sohn ist Mieter der Räumlichkeiten und betreibt weiterhin die Apotheke.

## Inhaber
Das Haus gehörte einigen bekannten Memminger Patriziergeschlechtern, im 14. Jahrhundert den Fainagg, danach den Familien Neidhart, Ehinger, Hyrus Engler, Zoller, Ruepprecht und Wachter (1416–1845). Von 1845 bis 1899 gehörte das Haus dem Apotheker Frickhinger, danach dem Apotheker Karl zum Tobel. 1902 erwarb Fritz Rauch die Apotheke, dessen Nachkommen das Gebäude noch heute gehört.